# Selwyn Lawrence Everist
Selwyn Lawrence Everist ( * 1913 - 1981) fue un botánico, y pionero en estudios toxicológicos australiano, había nacido el 22 de abril de 1913 en Tewantin, Queensland. Era el tercer hijo de William Allen Everist, un mecánico nacido en Queensland, y de Mary Emily Pearson, de Melbourne. Se educó en Escuelas de New Farm y Toowong, y luego en el "Commercial High School de Brisbane".
En 1929 trabaja como cadete en el "Queensland Public Service", (Departamento de Obras Públicas). Y quince meses más tarde es transferido a la Sección Botánica en el Departamento de Agricultura y Ganadería. Aconsejado por el Botánico principal Cyril White, estudia Ciencias en la Universidad de Queensland, y obtiene su B.Sc. en 1937.
En 1937 se casa con Margaret Sybilla Douglas. Ese mismo año es designado oficial asistente de investigaciones en Blackall, donde profundiza sus estudios botánicos, del oeste de Queensland y sectores áridos. Su obra se focalizó en el impacto del pastoreo sobre las pasturas Astrebla F.Muell..
El 4 de abril de 1942, se enlista en la "Real Fuerza Aérea Australiana", sirviendo como oficial meteorólogo en Australia y en Papúa; siendo desmovilizado en enero de 1946. Retorna al Departamento; ahora en Brisbane. Su fuerte fue la Botánica Económica y tuvo tempranos intereses en el manejo de pasturas expandiéndose a estudios de plantas venenosas, árboles y arbustos comestibles, y malezas y su control. Fue pionero en el estudio de la mulga como pastura en sequía, y trabajó enormemente en identificar las plantas tóxicas causantes de la enfermedad equina de Birdsville y las enfermedades del río Georgina y St George de ovejas y vacunos. En 1954 sucede al W.D. Francis como botánico gobernador. Realizó modernizaciones en el herbario de Queensland. Se retiró en 1976.
Sobrevivido por su esposa, hija y dos hijos, fallece de un ataque cardíaco isquémico el 22 de octubre de 1981 en South Brisbane, siendo cremado.

## Algunas publicaciones

### Libros
- Farmer, jn; gr Moule, sl Everist. 1947. The climatology of semi-arid pastoral areas. 39 pp.
- Everist, sl. 1974. Poisonous Plants of Australia. 684 pp.
- Kleinschmidt, he; rw Johnson, sl Everist. 1987. Weeds of Queensland. 469 pp.

## Honores
Fue presidente del Club de Naturalistas de Queensland, de 1958 a 1959 y de la "Sociedad Real de Queensland, en 1961.
En 1977, la Universidad de Queensland le confiere un Ph.D. honorario. Por su obra sobre efectos de plantas venenosas en ganados, fue hecho miembro honorario del "Colegio Australiano de Veterinarios".